# Leluthia paradoxa
Leluthia paradoxa är en stekelart som först beskrevs av François Picard 1938.  Leluthia paradoxa ingår i släktet Leluthia och familjen bracksteklar. Inga underarter finns listade i Catalogue of Life.